# داغ‌کندی
داغ‌کندی یک منطقهٔ مسکونی در ایران است که در دهستان صلوات واقع شده‌است. داغ‌کندی ۴۵ نفر جمعیت دارد.